# Mistrzostwa Europy w Łucznictwie Polowym 2017
22. Mistrzostwa Europy w łucznictwie polowym odbyły się w dniach 22–26 sierpnia w Mokricach w Słowenii. Zawodniczki i zawodnicy startowali w konkurencji łuków dowolnych, gołych oraz bloczkowych.

## Reprezentacja Polski

### Seniorzy

#### łuk klasyczny
- Adam Ścibski

#### łuk bloczkowy
- Jan Wojtas

### Juniorzy

#### łuk bloczkowy
- Filip Szeląg

## Medaliści

### Kobiety
| Konkurencja:     | Złoto:                                                       | Srebro:                                          | Brąz:                                                    |
| łuk dowolny      | Ana Umer                                                     | Daniela Klesmann                                 | Laura Baldelli                                           |
| łuk bloczkowy    | Irene Franchini                                              | Ivana Buden                                      | Toja Ellison                                             |
| łuk goły         | Lina Björklund                                               | Eleonora Strobbe                                 | Cinzia Noziglia                                          |
| zawody drużynowe | Włochy · Irene Franchini · Eleonora Strobbe · Jessica Tomasi | Słowenia · Ana Umer · Toja Ellison · Tina Gutman | Francja · Aude Ama · Laetitia Berlioz · Christine Gauthe |

### Mężczyźni
| Konkurencja:     | Złoto:                                                        | Srebro:                                                 | Brąz:                                                            |
| łuk dowolny      | Marco Morello                                                 | Patrick Huston                                          | Amadeo Tonelli                                                   |
| łuk bloczkowy    | Domagoj Buden                                                 | Thomas van Eil                                          | Fabio Ibba                                                       |
| łuk goły         | Erik Jonsson                                                  | Giuseppe Seimandi                                       | Jason Meehan                                                     |
| zawody drużynowe | Niemcy · Michael Meyer · Sebastian Rohrberg · Florian Stadler | Włochy · Fabio Ibba · Marco Morello · Giuseppe Seimandi | Wielka Brytania · Patrick Huston · Tapani Kalmaru · Jason Meehan |

### Juniorki
| Konkurencja:  | Złoto:          | Srebro:       | Brąz:           |
| łuk dowolny   | Mathilde Louis  | Nala Jurca    | Bryony Pitman   |
| łuk bloczkowy | Amanda Mlinarić | Caroline Käck | Sara Ret        |
| łuk goły      | Sara Liljeström | Sophie Benton | Natalia Trunfio |

### Juniorzy
| Konkurencja:     | Złoto:                                                      | Srebro:                                             | Brąz:                                                        |
| łuk dowolny      | Valentin Ripaux                                             | Federico Musolesi                                   | Sam Herlicq                                                  |
| łuk bloczkowy    | Nico Wiener                                                 | Timo Bega                                           | Alex Boggiatto                                               |
| łuk goły         | Eric Esposito                                               | David Bianchi                                       | Jakub Zimmer                                                 |
| zawody drużynowe | Włochy · Alex Boggiatto · Federico Musolesi · Eric Esposito | Słowenia · Luka Arnež · Gašper Bolčina · Staš Modic | Szwecja · Anton Cekal · Alexander Kullberg · Marcus Lindberg |

## Klasyfikacja medalowa
| Lp. | Państwo         | Złoto | Srebro | Brąz | Razem |
| 1.  | Włochy          | 5     | 5      | 7    | 17    |
| 2.  | Szwecja         | 3     | 1      | 1    | 5     |
| 3.  | Chorwacja       | 2     | 1      | 0    | 3     |
| 4.  | Francja         | 2     | 0      | 2    | 4     |
| 5.  | Słowenia        | 1     | 3      | 1    | 5     |
| 6.  | Niemcy          | 1     | 1      | 0    | 2     |
| 7.  | Austria         | 1     | 0      | 0    | 1     |
| 8.  | Wielka Brytania | 0     | 2      | 3    | 5     |
| 9.  | Holandia        | 0     | 1      | 0    | 1     |
| 9.  | Luksemburg      | 0     | 1      | 0    | 1     |
| 11. | Czechy          | 0     | 0      | 1    | 1     |